# 浙江理工大学丝绸博物馆
浙江理工大学丝绸博物馆（英語：ZSTU Slik Museum）是一家位于杭州的丝绸主题博物馆，是中国高校唯一的丝绸博物馆，馆长是葛建纲。

## 历史
2016年10月开工建设，2017年10月27日建成开馆，位于浙江理工大学下沙校区国际会展中心三、四两层，总建筑面积3,000平方米。现有藏品3,000余件。浙江理工大学前身是创建于1897年的浙江蚕学馆，博物馆主要展示其办学历程和浙江丝绸文化。

## 交通
- 杭州地铁1号线文泽路站